# Battle Cry (Angel Haze)
Battle Cry è un singolo della rapper statunitense Angel Haze, cantata in collaborazione con la cantante australiana Sia. Prodotta da Greg Kurstin e co-scritta da Angel Haze, Sia e Greg Kurstin, il singolo è stato pubblicato il 9 gennaio 2014, proveniente dal suo album di debutto Dirty Gold

## Tracce
1. Battle Cry (MK Remix) – 8:25
2. Battle Cry (Levi Lennox Remix) – 4:07
3. Battle Cry (Yumi And the Weather Remix) – 4:26
4. Battle Cry (Kodu Blue Remix) – 4:18

## Classifiche
| Classifica (2014) | Posizione massima |
| ----------------- | ----------------- |
| Regno Unito       | 61                |
| Regno Unito (R&B) | 12                |